# サウンドガーデン

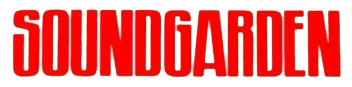
バンド初期のロゴ

サウンドガーデン (Soundgarden) は、アメリカ合衆国出身のロック・バンド。
1980年代からオルタナティヴ・メタルを先駆け、1990年代のグランジ・ムーブメントを牽引した代表的グループの一つとして知られる。
1997年に解散するが、2010年に活動を再開。
アルバム総売り上げ2,100万枚以上。1995年度『グラミー賞』受賞。

## 概要
1990年代初頭にブームとなるグランジの先駆けとされ、激しいギター・サウンド、重低音の利いたベース・ドラムのリズム隊、そして高音、低音とを使い分けるヴォーカルが特徴。彼らが楽曲に取り入れたドロップDチューニングによる旋律的重音リフは1990年代のグランジ、オルタナティブのギタリストに多大な影響を与え、ニルヴァーナのカート・コバーンにも「こんな奴等にかなうわけがない」と絶賛されていた。

## 略歴

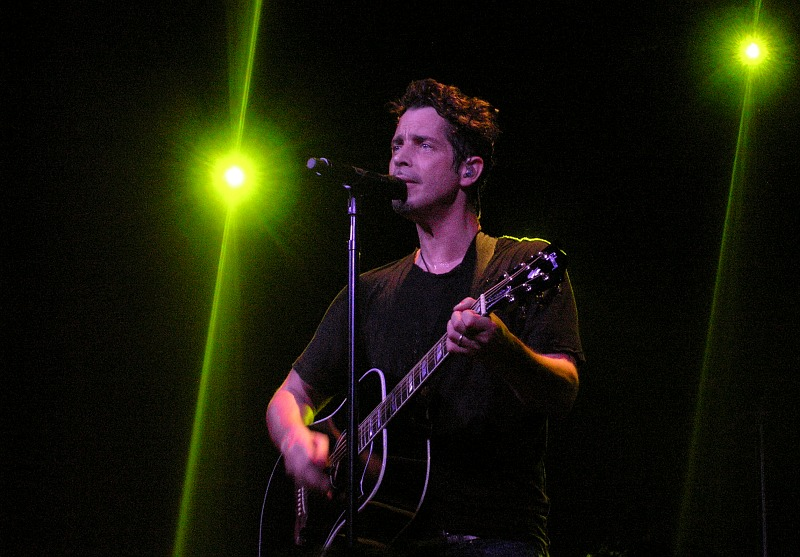
創始者の一人 クリス・コーネル (2007年)

- 1984年に、シアトル出身のクリス・コーネル が、シカゴ出身ギタリストであるキム・セイルと日系人ベーシストのヒロ・ヤマモトとともに結成。活動当初はクリスがヴォーカル&ドラムを担当していた。後にドラマーのスコット・サンドクイストが加入し、活動を精力的に行っていく。
- 1985年、C/Z RECORDのコンピレーション・アルバム『ディープ・シックス』（発売は1986年）の録音にグリーン・リヴァーやスキン・ヤード等と共に参加。スコットが脱退し、後任ドラマーに元スキン・ヤードのマット・キャメロンが加入。
- 1986年、ジョン・ポントマンというスカウトマンが仕切っていたサウンドガーデンのライブを、キムがブルース・パビットに見せたことがきっかけで、パビットがジョナサン・ポーンマンと立ち上げたインディーズレーベル、「サブ・ポップ」と契約をする。（この事は1992年（国内盤は1993年）発売のライブビデオ『モーターヴィジョン』でパビットが語っている。）
- 1987年10月、サブ・ポップからEP『スクリーミング・ライフ』をリリース。
- 1988年8月、サブ・ポップからEP『フォップ』をリリース。
- 1988年11月、インディーズレーベル「SST」から1stアルバム『ウルトラメガ・OK』をリリース。同アルバムは後に第32回グラミー賞でベスト・メタル・パフォーマンス賞にノミネートされる[6]。そして、1988年のうちにメジャーのA&Mレコードと契約。
- 1989年9月5日、A&Mから2ndアルバム『ラウダー・ザン・ラヴ』をリリース。

発表直後に「大学に戻るため長期的なツアーには参加できない」ことを理由にヒロが脱退。友好的な脱退とされる。
サポートベースとしてジェイソン・エヴァーマンが参加し、「Louder Than Love」ツアーを続行。
- 1990年、ギタリストのベン・シェパードが加入。ベンは加入と同時にベーシストに転向した。
- 1991年、クリスの親友で、ドラッグの多量摂取により、死亡したマザー・ラヴ・ボーンのヴォーカリスト、アンドリュー・ウッドの追悼アルバム『テンプル・オブ・ザ・ドッグ』にクリスとマットが参加。
- 1991年10月8日 3rdアルバム『バッドモーターフィンガー』リリース。ガンズ・アンド・ローゼス、スキッド・ロウの前座を務める。
- 1992年4月、『テンプル・オブ・ザ・ドッグ』の収録で知り合った面々が結成したパール・ジャムと共演。
- 1993年、ニール・ヤングのツアーに同行。ツアー同行の為アルバム制作を中断したという逸話がある。
- 1994年2月に初来日公演。
  - 3月8日4thアルバム『スーパーアンノウン』リリース。ビルボードで全米1位を獲得する。
- 「ブラック・ホール・サン」のPVがビデオ部門でグラミー賞獲得。
- 1996年5月14日に5thアルバム『ダウン・オン・ジ・アップサイド』リリース。再度グラミー賞にノミネートされる。
- 1997年2月9日、ホノルルで行われたライヴが結果的にラストライヴとなる。
  - 4月9日に「やれることをやり遂げた」と解散表明。
  - 11月4日に、キャリアを総括するベストアルバム『グレイテスト・ヒッツ』リリース。

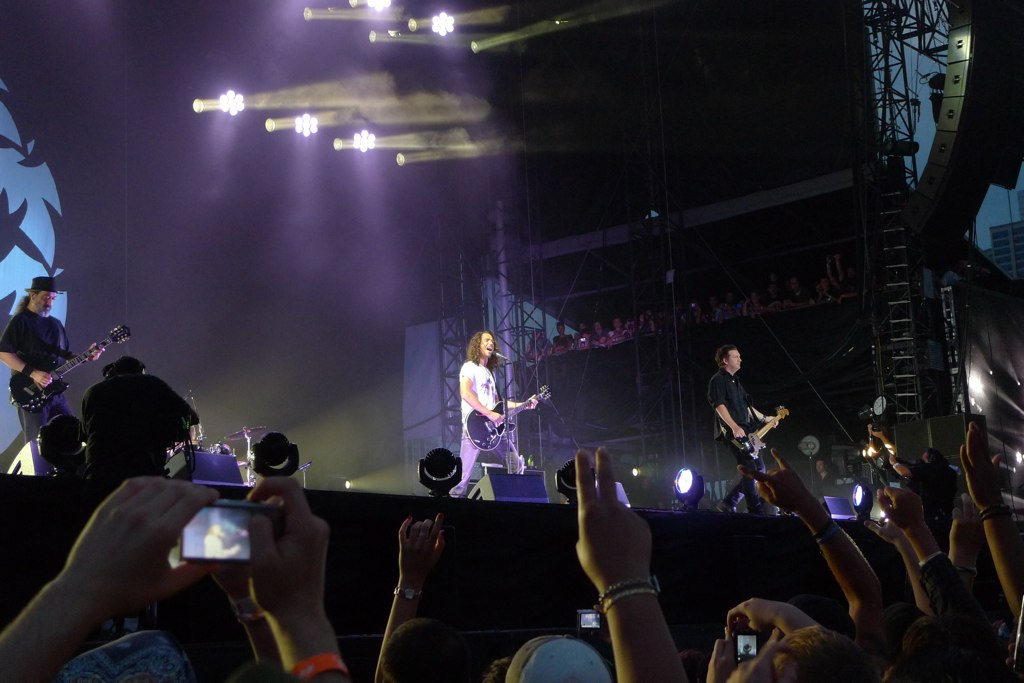
再結成ライブ (2010年8月)

- 2009年3月25日、シアトルにて1夜限りの再結成を果たす。
  - レイジ・アゲインスト・ザ・マシーンのギタリスト、トム・モレロがジャスティス・ツアーのシアトル公演にてサプライズ出演した。ただし、クリスは不参加で、クリスの代わりにタッド・ドイルがシンガーとして参加。そのためタッド・ガーデンと名乗った。
  - 「Hunted Down」「Nothing to Say」「Spoonman」の順で演奏し、「Spoonman」ではトム・モレロがバックギターとして参加した。

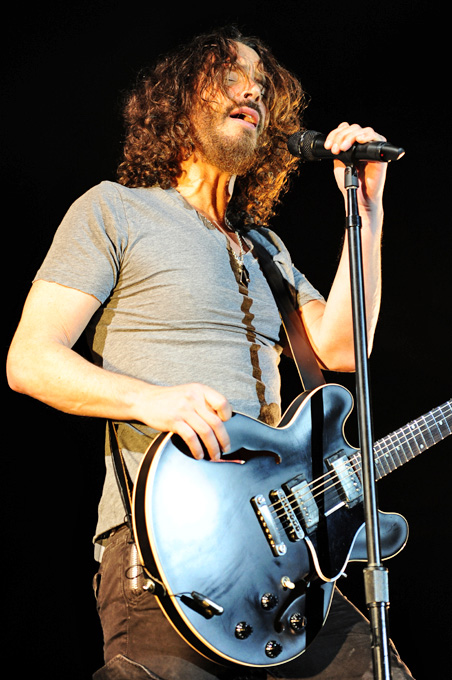
復帰後のクリス・コーネル (2012年)

- 2010年1月2日、クリス、キム、マット、ベンのメンバーでの再結成の可能性が浮上する。
  - クリスとサウンドガーデンのオフィシャルに「12年振りに古巣に戻りセッションを行った」というコメントが出て、サウンドガーデンのサイトでメーリングリスト募集が開始される。
- 2010年3月2日、サブ・ポップで発売された第一弾7インチアナログ『Hunted Down』の再発日が4月17日に決まる。オリジナルは青い盤でジャケットは無かったが今回はオレンジの盤でジャケットはサウンドガーデン結成時のクリスとキムの写真が採用される。
- 2010年4月16日、シアトルにおいて、NUDEDRAGONS（SOUNDGARDENのアナグラム）名で再結成後初のショーを行う。18曲ほど演奏した。
- 2010年4月17日、『Hunted Down』7インチアナログ再発。この日、オフィシャルサイトでTシャツの販売が開始される。
- 2010年8月8日、米シカゴで開催される同国最大の音楽フェスティバル、ロラパルーザにおいてヘッドライナーとして出演。
- 2010年10月28日、コンピレーション・アルバム『テレファンタズム』リリース。
- 2011年3月22日、ライブ・アルバム『Live on I5』リリース。
- 2012年5月公開の映画『アベンジャーズ』のエンド・クレジットに、再結成後としては初の新曲「リヴ・トゥ・ライズ」を提供した[7]。
- 2012年11月12日、6thアルバム『キング・アニマル』リリース。
- 2017年5月17日、クリスが、ミシガン州デトロイトでのサウンドガーデンのライブ終了後に自殺。52歳没[8]。

## メンバー

### 現ラインナップ
- キム・セイル (Kim Thayil, 1960年9月4日 - ) - ギター (1984-2019)

ワシントン州シアトル出身。
解散期間中、ゲストミュージシャンとして、亜矢のデビューアルバムにマット・キャメロンと共に参加。2004年にフー・ファイターズのデイヴ・グロールのプロジェクト、Probotに参加。
「ローリング・ストーンの選ぶ歴史上最も偉大な100人のギタリスト」において2003年は第100位、2011年の改訂版では削除された。
- ベン・シェパード (Ben Shepherd, 1968年9月20日 - ) - ベース/ボーカル (1990-2019)

沖縄出身。
1993年にソロ・プロジェクトを開始。解散後はマーク・ラネガンのアルバムに参加するなどの活動を行った。
- マット・キャメロン (Matt Cameron, 1962年11月28日 - ) - ドラムス (1986-2019)

カリフォルニア州サンディエゴ出身。元スキン・ヤード。
2010年の再結成後はパール・ジャムとの掛け持ち。

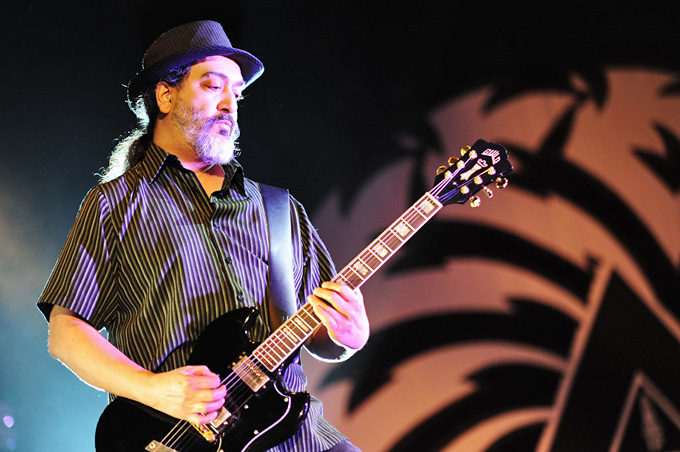
キム・セイル(G) 2012年
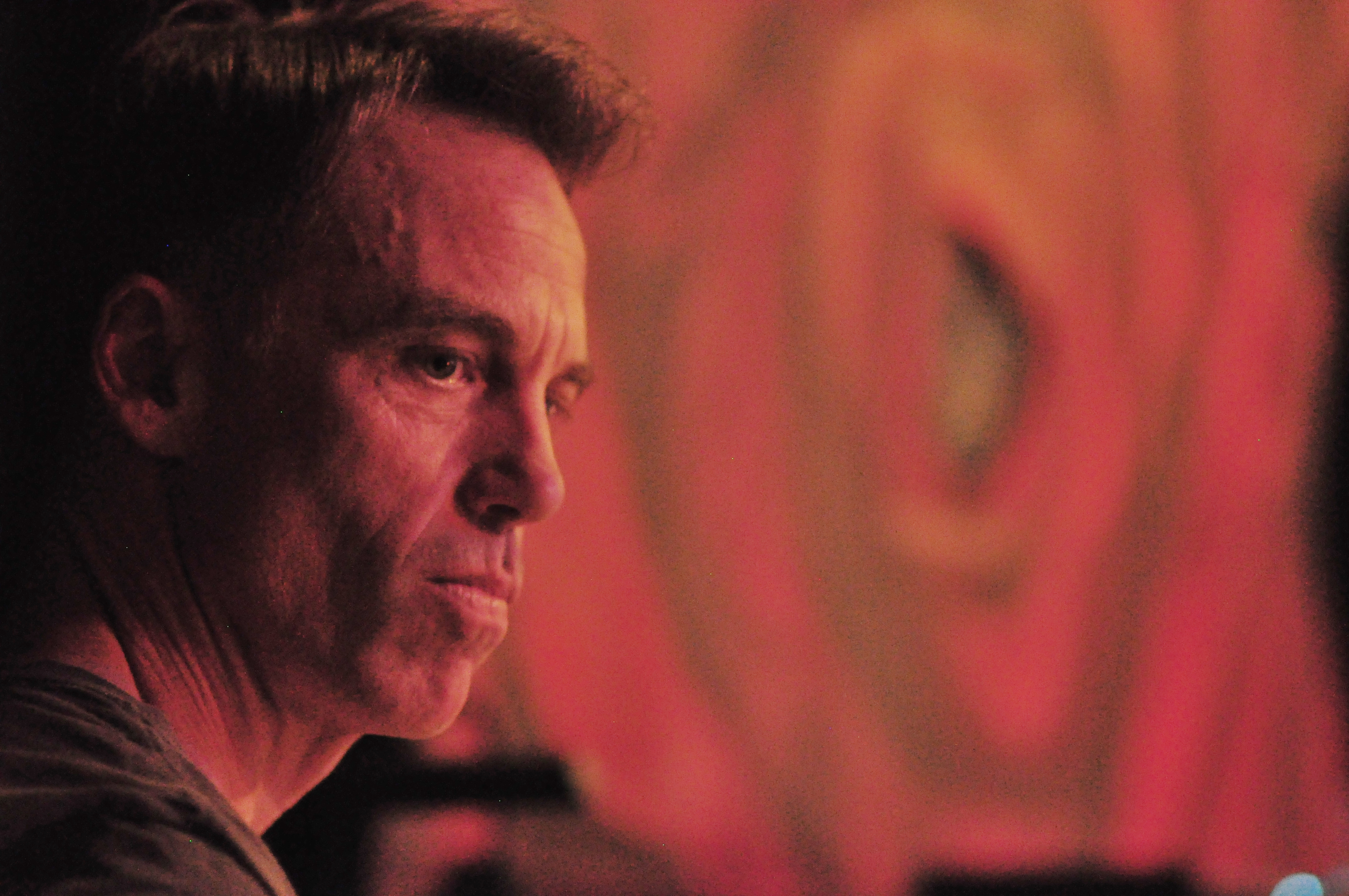
マット・キャメロン(Ds) 2016年

### 旧メンバー
- クリス・コーネル (Chris Cornell, 1964年7月20日 - 2017年5月17日) - ボーカル/ギター (1984-2017)

ワシントン州シアトル出身。2017年5月自殺。
サウンドガーデン解散後は、ソロ活動を経て、元レイジ・アゲインスト・ザ・マシーンのメンバーと共にオーディオスレイヴとして活動していたが、2007年2月に脱退。
- ヒロ・ヤマモト (Hiro Yamamoto) - ベース (1984-1989)

オリジナルメンバーだったが、1989年にアルバム『ラウダー・ザン・ラヴ』発表後に脱退。
サウンドガーデン脱退後はトゥルーリーを結成。
- スコット・サンドクイスト (Scott Sundquist) - ドラムス (1985-1986)

マット・キャメロン加入以前の1986年から1987年にかけて在籍した。
- ジェイソン・エヴァーマン (Jason Everman) - ベース (1989-1990)

ヒロ・ヤマモト脱退後、Louder Than Loveツアー中にベーシストとして加入。
ごく短期間ながらニルヴァーナにもギタリストとして在籍した。
サポートメンバー
- マット・チェンバレン (Matt Chamberlain) - ドラムス (2014)

元パール・ジャム。2014年ツアーにおいて多忙のマット・キャメロンの代わりにドラムスを担当。

## ディスコグラフィ

### スタジオ・アルバム
| 年                                        | タイトル           | アルバム詳細 | チャート最高位 | チャート最高位 | チャート最高位 | チャート最高位 | チャート最高位 | チャート最高位 | チャート最高位 | チャート最高位 | チャート最高位 | チャート最高位 | 認定                                                                                   |
| 年                                        | タイトル           | アルバム詳細 | US             | AUS            | AUT            | CAN            | GER            | NLD            | NOR            | NZ             | SWI            | UK             | 認定                                                                                   |
| ----------------------------------------- | ------------------ | --- | -------------- | -------------- | -------------- | -------------- | -------------- | -------------- | -------------- | -------------- | -------------- | -------------- | -------------------------------------------------------------------------------------- |
| 1988                                      | Ultramega OK       | - 発売日: 1988年10月31日 - レーベル: SST - フォーマット: CD, LP, cassette                                              | —              | —              | —              | —              | —              | —              | —              | —              | —              | —              |                                                                                        |
| 1989                                      | Louder Than Love   | - 発売日: 1989年9月5日 - レーベル: A&M - フォーマット: CD, LP, cassette                                                | 108            | —              | —              | —              | —              | —              | —              | —              | —              | —              |                                                                                        |
| 1991                                      | Badmotorfinger     | - 発売日: 1991年10月8日 - レーベル: A&M - フォーマット: CD, LP, cassette - 全米売上: 150万枚                           | 39             | —              | —              | 50             | —              | —              | —              | 16             | —              | 39             | - US: 2× プラチナ - CAN: プラチナ - UK: シルバー                                       |
| 1994                                      | Superunknown       | - 発売日: 1994年3月8日 - レーベル: A&M - フォーマット: CD, LP, cassette - 全米売上: 379.4万枚                          | 1              | 1              | 19             | 2              | 13             | 11             | 5              | 1              | 3              | 4              | - US: 5× プラチナ - AUS: 2× プラチナ - CAN: 3× プラチナ - SWE: ゴールド - UK: プラチナ |
| 1996                                      | Down on the Upside | - 発売日: 1996年5月21日 - レーベル: A&M - フォーマット: CD, LP, cassette - 全米売上: 160万枚                           | 2              | 1              | 12             | 4              | 15             | 12             | 6              | 1              | 3              | 7              | - US: プラチナ - AUS: プラチナ - CAN: プラチナ - UK: シルバー                          |
| 2012                                      | King Animal        | - 発売日: 2012年11月13日 - レーベル: Seven Four, Republic - フォーマット: CD, LP, digital download - 全米売上: 8.3万枚 | 5              | 6              | 19             | 6              | 10             | 24             | 13             | 4              | 25             | 21             |                                                                                        |
| "—"は未発売またはチャート圏外を意味する。 |                    | |                |                |                |                |                |                |                |                |                |                |                                                                                        |

### コンピレーション・アルバム
- スクリーミング・ライフ／フォップ - Screaming Life/Fopp (1990)
- グレイテスト・ヒッツ - A-Sides (1997)
- テレファンタズム - Telephantasm (2010)

### ライブ・ビデオ
- ラウダー・ザン・ライヴ - LOUDER THAN LIVE (1990／国内盤1991)
- モーターヴィジョン- MOTORVISION(1992／字幕付き国内盤1993)

### ライブ・アルバム
- Live On I5 (2011)

## 受賞歴
- 「 Black Hole Sun 」第37回グラミー賞 / Best Hard Rock Performance